# خانه صفره
خانه صفره مربوط به دوره صفوی است و در شهرستان نطنز، روستای ابیانه، محله هرده واقع شده و این اثر در تاریخ ۳۰ تیر ۱۳۸۴ با شمارهٔ ثبت ۱۲۱۱۲ به‌عنوان یکی از آثار ملی ایران به ثبت رسیده است.